# Blue Star Naxos
Die Blue Star Naxos ist ein Fährschiff und gehört zur Flotte der griechischen Reederei Blue Star Ferries. Das Schiff wurde am 7. Juni 2002 an die damalige Strintzis Lines ausgeliefert, die nur wenig später in Blue Star Ferries umbenannt wurde. Das Schwesterschiff der Blue Star Naxos ist die Blue Star Paros.

## Technik
Die Blue Star Naxos lief auf einer Werft der Daewoo Shipbuilding & Heavy Machinery Ltd vom Stapel und wird von vier Wärtsilä-NSD-9L32-Dieselmotoren angetrieben. Sie leisten 4140 kW bei 750/min, also insgesamt 16.560 kW. Das Schiff erreicht damit eine Geschwindigkeit von knapp 24 Knoten.
Das Schiff wird über drei Heckrampen be- und entladen, davon zwei nur für Fußgänger.
Die Konstruktion ist von der zwei Jahre vorher gebauten Blue Star Ithaki abgeleitet, jedoch mit geändertem Deckaufbau.

## Besonderheiten
Das Schiff ist das einzige griechische Schiff, von dem Modelle im Maßstab 1:1250 hergestellt und verkauft werden.

## Sonstiges
In der Hauptsaison verkehrt das Schiff auf einer überwiegend von Touristen genutzten Route. In der Nebensaison wird es oft von seiner Stammroute abgezogen und übernimmt Routen anderer Schiffe.